# Biharfenyves
Biharfenyves (Brădet), település Romániában, a Partiumban, Bihar megyében.

## Fekvése
A petrószi havasok közelében, a hasonnevű patak mellett, Vaskohtól északkeletre fekvő település.

## Története
Biharfenyves nevét ,1587-ben említette először oklevél Bradeth néven.
1808-ban Bragyeth, Branyeth ~ Bregyet, 1888-ban Bragyet, 1913-ban Biharfenyves néven írták.
Biharfenyves a nagyváradi görögkatolikus püspök birtokai közé tartozott.

## Források

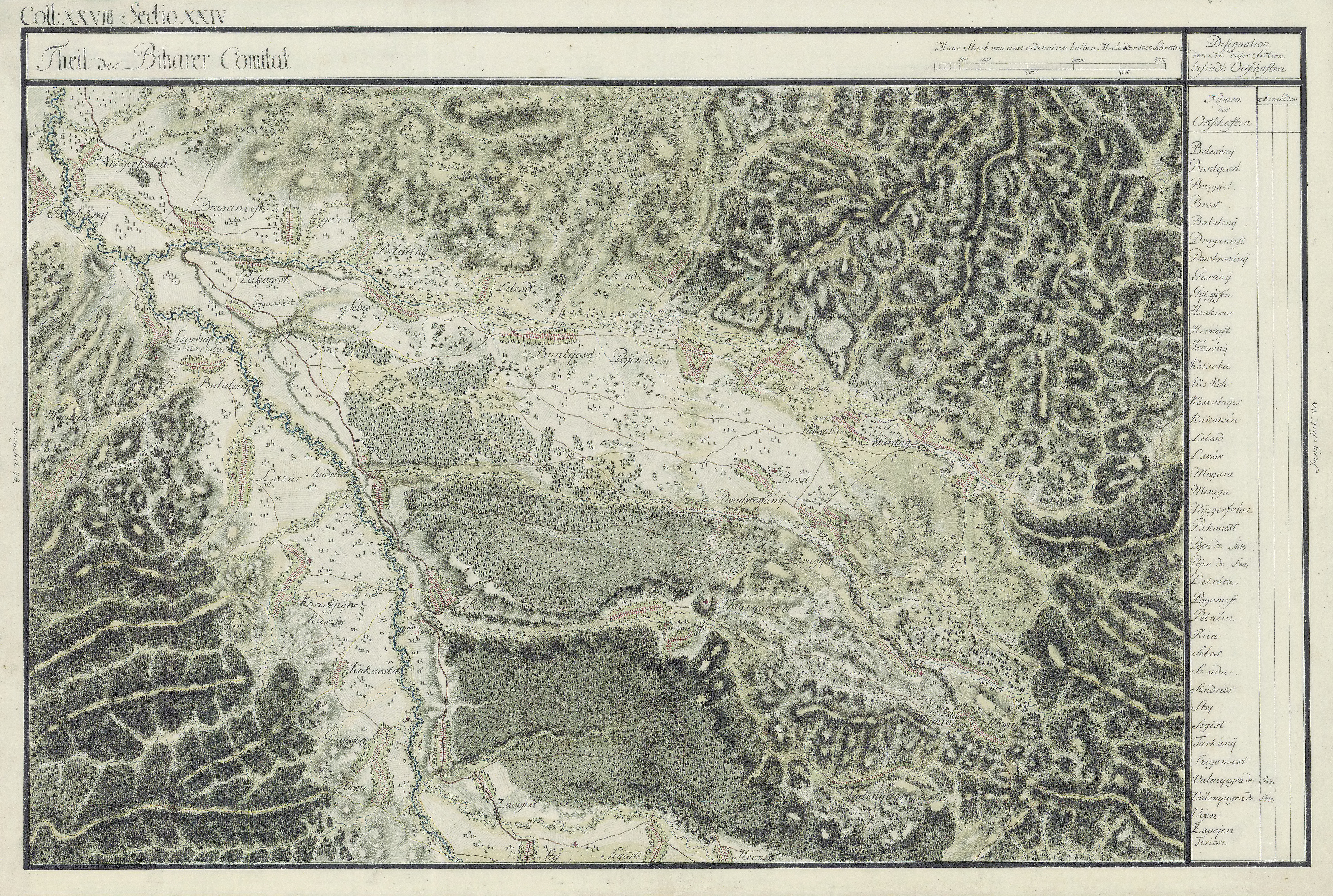
Biharfenyves, Bradet egy régi térképen

## Galéria

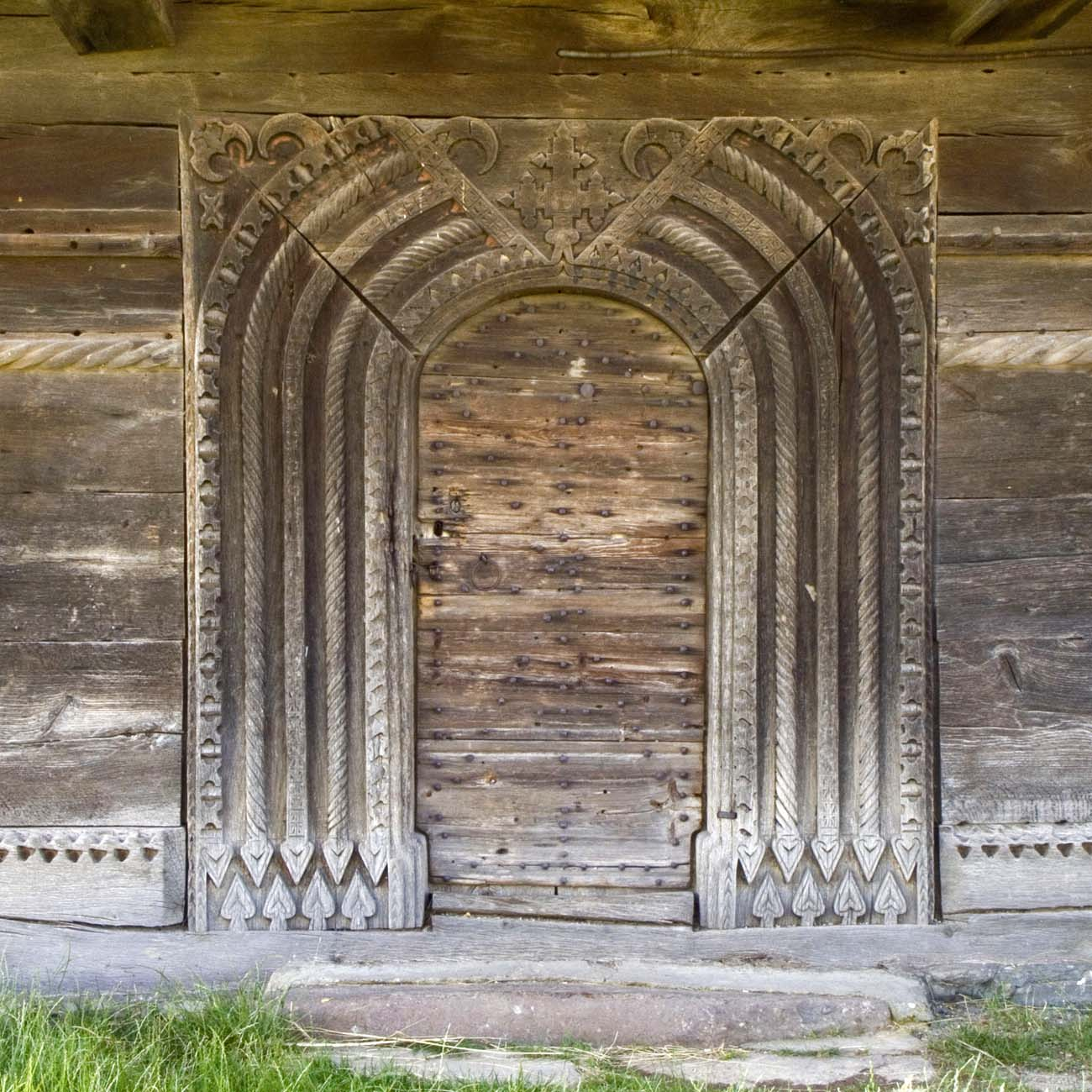
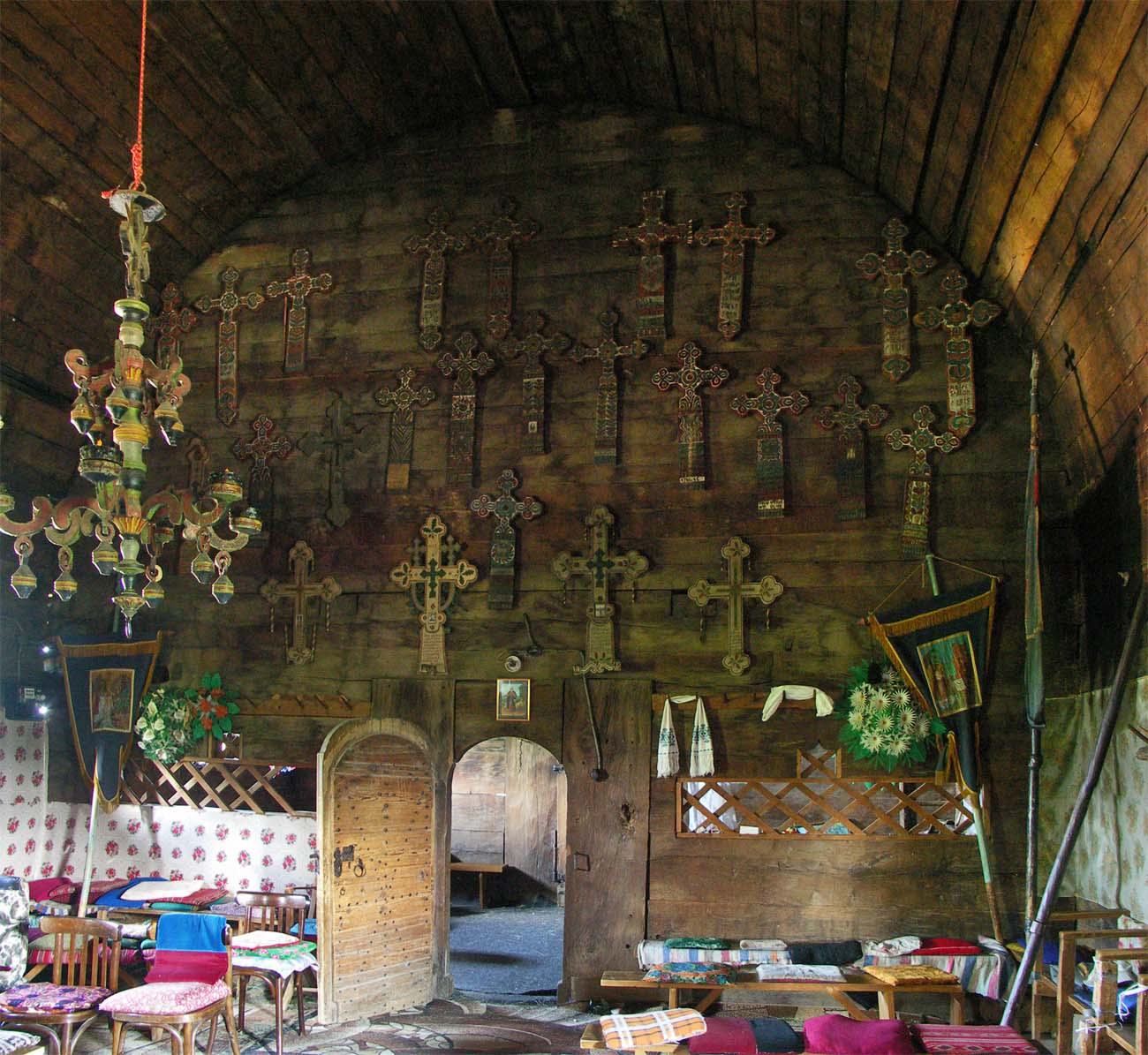

## Nevezetességek

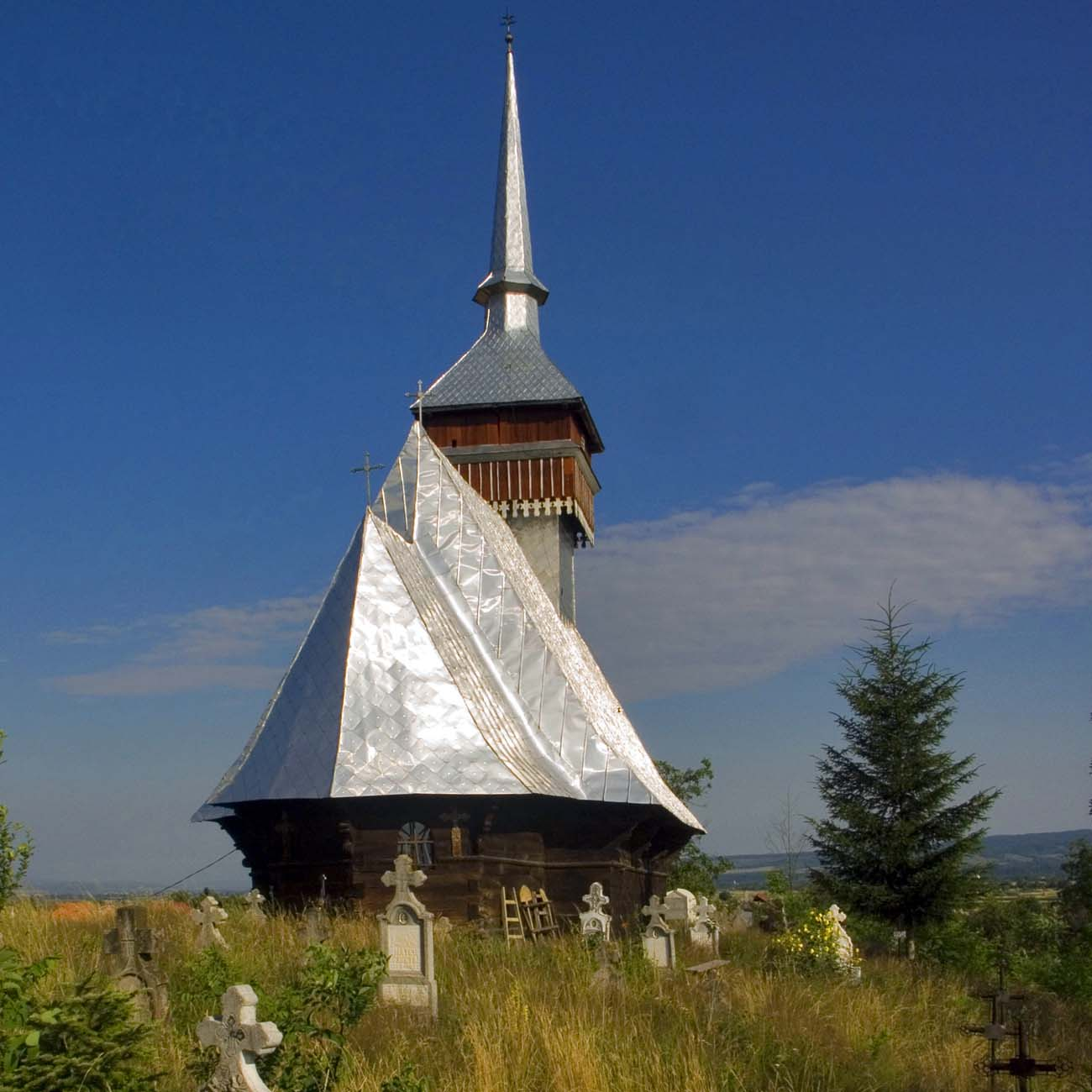
Biharfenyves fatemploma

- Görög keleti fatemploma